# Igreja Evangélica Presbiteriana da Espanha
A Igreja Evangélica Presbiteriana da Espanha (em espanhol: Iglesia Evangelica Presbiteriana de España) é a maior denominação reformada confessional calvinista da Espanha. Foi fundada em 1999, por missionários da Igreja Presbiteriana do Brasil, com quem mantém relações fraternais. Em 2021, a denominação tinha congregações em várias Comunidades autónomas da Espanha (Andaluzia, Galicia, Estremadura, Madri e Catalunha).

## História
A Igreja Evangélica Presbiteriana da Espanha foi iniciada como um trabalho missionário da Agência Presbiteriana de Missões Transculturais da Igreja Presbiteriana do Brasil (IPB) na Espanha. O primeiro trabalho missionário foi iniciado em 1989 em Huelva, pelo Rev. Hugo Vivas, sendo organizada juridicamente em 1999. A partir da plantação de novas igrejas e do trabalho missionário, a denominação se espalhou por pelas comunidades de Andaluzia, Galicia, Estremadura, Madri e Catalunha.
Em 2005, foi plantada a segunda igreja, em Sevilha, pelo missionários Everton e Nayra. Em 2007, Carlos e Rosa Del Pino iniciaram a plantação da igreja em Torrelodones, que posteriormente se mudou para Collado-Villalba.
Em 2007, o primeiro pastor espanhol, Ignacio Minchón, foi ordenado.
Em 2008, os missionário Walter e Sueli fundaram a igreja de Getafe. No mesmo ano, teve inicio a igreja de Madrid, pelo trabalho do pastor Fabio Diniz. 
Em 2012, Jocildo e Tatiana plantaram a igreja de Corunha. Em 2013, Ignacio Minchón deu origem a igreja de Málaga. No mesmo ano, a igreja de Churriana se uniu à denominação.
Em 2017, o segundo pastor nacional, Alejandro, foi ordenado. 
Em 2018, foi fundado o Instituto Presbiteriano de Teologia, para a formação de líderes da denominação.
Em 2021, Juan Sánchez fundou a igreja de Guillena.
Em 2021, a denominação tinha igrejas nas cidades de: Aguadulce, Barcelona, Don Benito, Getafe, Guillena, Huelva, La Coruña, Madrid, Málaga, Sevilla e Torrelodones.
E em 2022, Samuel Alonso foi ordenado ao ministério sagrado pela Igreja Evangélica Presbiteriana, que nessa data também recebeu a congregação iniciada por Samuel e sua esposa Elessandra em 2017 na cidade de Los Santos de Maimona.
Em 2024, foram fundadas novas igrejas em Alhaurín el Grande e Cáceres.

## Doutrina
Como Igreja Reformada, a Igreja Evangélica Presbiteriana da Espanha adota o sistema de Governo Presbiteriano e proclama os lemas da Reforma Protestante: Sola Scriptura, Sola Gratia, Sola Fide, Solus Christus e Soli Deo Gloria.
A igreja é evangélica e confessa a Inerrância bíblica, tendo a Bíblia como regra infalível de fé e prática, rejeita assim a Teologia liberal. Além disso, a igreja subscreve: a Confissão de Fé de Westminster, o Breve Catecismo de Westminster e Pacto de Lausanne.

## Relações inter eclesiásticas
A igreja conta com apoio da igreja Presbiteriana do Brasil e da Agência Presbiteriana de Missões Transculturais para o plantio de novas igrejas no país.
A partir de 2010, a denominação estabeleceu relações com as Igrejas Reformadas da Espanha (membro da Conferência Internacional das Igrejas Reformadas) e em 2015 começou a realizar reuniões conjuntas dos sínodos de ambas igrejas.
Possui também relações com a Igreja Presbiteriana na Itália, outra denominação fundada pela APTM-IPB.